# Флаг Апастовского района
Флаг Апа́стовского муниципального района Республики Татарстан Российской Федерации — опознавательно-правовой знак, служащий официальным символом муниципального образования.

## Описание
«Флаг представляет собой прямоугольное полотнище с отношением ширины к длине 2:3, разделённое по горизонтали извивающейся жёлто-оранжевой гирляндой из хлебных колосьев на две неравные части — красную и зелёную; зелёная часть образует стилизованную гору среди равнины, на которую (поверх гирлянды) надет жёлто-оранжевый венок из цветов, перевязанный лентой, вьющейся и уходящей к нижнему краю полотнища».

## Обоснование символики
Флаг Апастовского муниципального района разработан на основе герба, который языком символов и аллегорий природно-географические и экономические и особенности района.
Апастовский район располагается на западе Республики Татарстан. Огромное влияние на формирование рельефа района оказало русло реки Свияги, правый берег старого русла которой известен крутыми оврагами. Многочисленные овраги и холмистая местность определили название этого региона Татарстана на правом берегу реки Волги — Горная сторона. Здесь находятся горы — Караульная, Ислам-гора, Гран-тау. Эти места пользуются большой популярностью у местного населения, о них сложено большое количество легенд и преданий.
Изображение на флаге горы, окружённой колосьями и венком, символизирует общие особенности ландшафта района и то, что Апастовский район в основе своей является сельскохозяйственным.
Белая полоса образно показывает реку Свиягу, которая протекает через Апастовский район и является одной из его уникальных природных богатств.
Жёлтый цвет (золото) — символ урожая, богатства, интеллекта и уважения.
Белый цвет (серебро) — символ чистоты, совершенства, мира и взаимопонимания.
Красный цвет — символ мужества, силы, трудолюбия, красоты и праздника.
Зелёный цвет — символ природы, здоровья, молодости, жизненного роста.